# Contea di Langxi
La contea di Langxi (郎溪县S, Lángxī XiànP) è una contea della Cina, situata nella provincia dell'Anhui.